# Teddy Iribaren

a Compétitions nationales et continentales officielles uniquement.

b Matchs officiels uniquement.
Dernière mise à jour le 8 février 2025.
Teddy Iribaren, né le 25 septembre 1990 à Toulouse, est un joueur international français de rugby à XV qui évolue au poste de demi de mêlée.

## Biographie
Originaire des alentours de Saint-Jean-Pied-de-Port, en Pays basque, il naît le 25 septembre 1990 à Toulouse. Il découvre le rugby à quatre ans et demi, au Balma ORC. Il y reste dix ans, jusqu'en minimes. En 2005, il rejoint le Stade toulousain. Depuis toujours, il a une préférence pour la charnière. Il joue plutôt à l'ouverture. C'est en espoirs qu'il se fixe au poste de demi de mêlée.

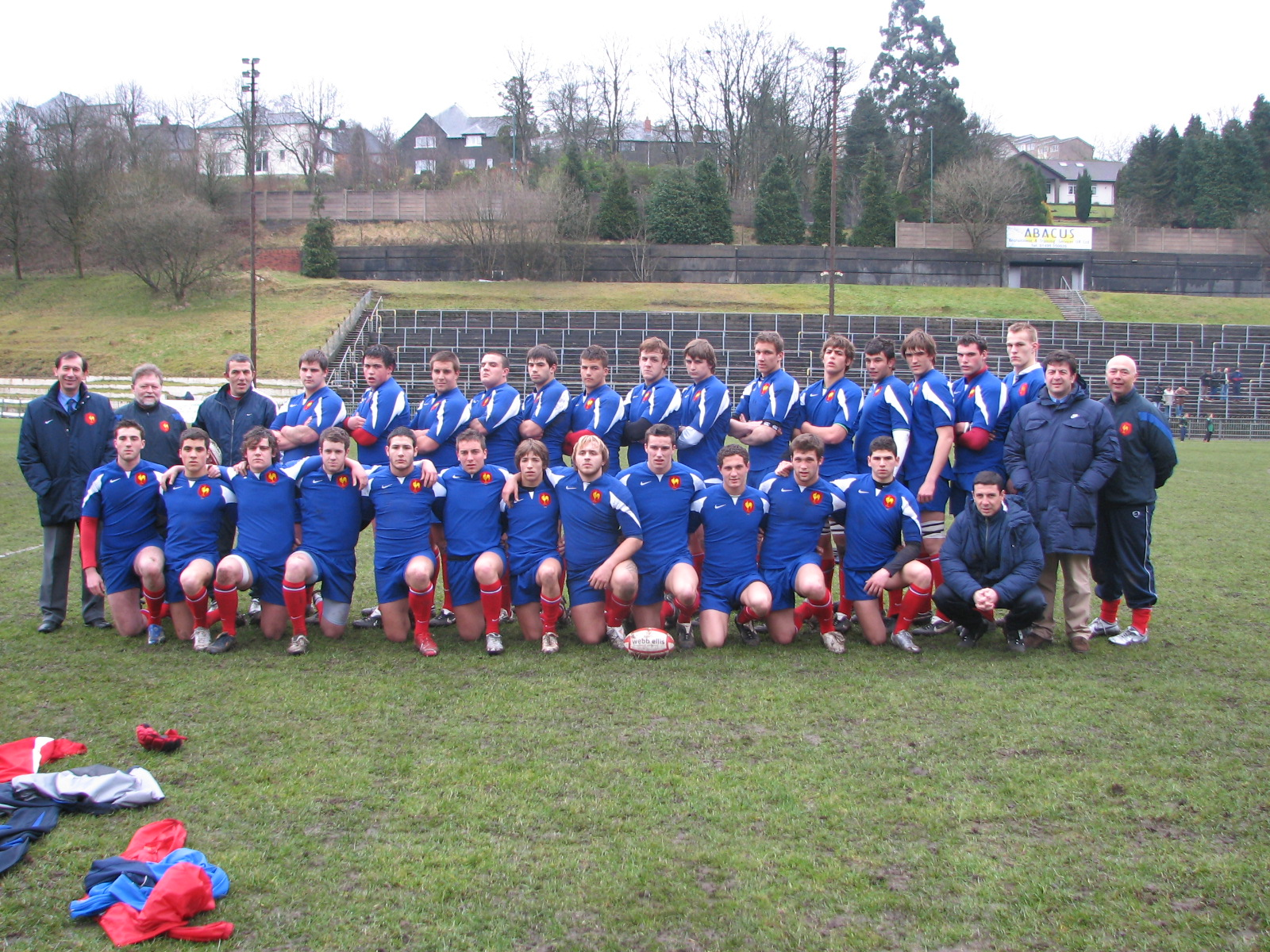
Teddy Iribaren avec l'équipe de France des moins de 18 ans en 2008.

Mais, barré par la concurrence pour l'accès à l'équipe première, il quitte Toulouse en 2011 pour Tarbes, sur les conseils de Philippe Bérot, alors entraîneur de ce club de Pro D2. Iribaren y reste trois saisons, emmagasinant du temps de jeu et de l'expérience. En 2014, il rejoint le Montpellier Hérault rugby. Il effectue ses grands débuts en Top 14 le 4 octobre 2014, lors de la victoire des Héraultais à Bayonne. Mais le club est en plein désarroi, et peine à démarrer sa saison. En décembre, l'entraîneur Fabien Galthié est remplacé par Jake White. Ce changement ne favorise pas Iribaren.
En juin 2015, oublié par White, en manque de temps de jeu, il quitte Montpellier et signe à Brive. Il est l'une des belles surprises de la saison. Il s'impose comme demi de mêlée numéro un. En 2017, il rejoint le Racing 92. Le choix surprend les observateurs, tant la concurrence est rude dans ce club, avec la présence de Maxime Machenaud,.
En novembre 2017, Iribaren est sélectionné avec les Barbarians français pour affronter les Māori All Blacks au stade Chaban-Delmas de Bordeaux. Les Baa-Baas parviennent à s'imposer 19 à 15.
Il est appelé pour la tournée d'été 2021 du XV de France en Australie, alors que de nombreux cadres de l'équipe de France comme Antoine Dupont ont été laissé au repos.

## Statistiques

### Internationales
| Année | Compétition | Matchs | Points | Essais |
| ----- | ----------- | ------ | ------ | ------ |
| 2021  | Test matchs | 2      | 0      | 0      |
| Total | Total       | 2      | 0      | 0      |

## Palmarès
- Racing 92
  - Finaliste de la Coupe d'Europe en 2018 et 2020